# Юліян Дунаєвський
Юліан - Антон Дунаєвський (4 червня 1821 , Станіславів, Королівство Галичини і Володимирії, Австрійська імперія  -  27 січня 1907, Краків, Королівство Галичини і Володимирії, Австро - Угорщина ) -  австро-угорський державний діяч, міністр фінансів Цислейтанії (1880 – 1891).

## Біографія
Юліан-Антон народився 4 червня  1821 р. у Станиславові на Прикарпатті у дворянській родині. Брат - Альбін Дунаєвський. 
Гімназію,  закінчував у Новому Сончі. Вищу освіту  здобув у 1842 р. у Львівському університеті, кілька років займався юридичною практикою у Львові. З 1850 р. працював заступником професора Яґеллонського університету, а з 1855 — на посаді професора Юридичної академії в Пресбурзі . Кафедру адміністрації та економії Львівського університету очолював недовго (1860–1861). Учений досліджував фінансове й адміністративне право, зокрема організацію адміністративних одиниць — ґмін. У 1861–1880 рр.науковець обіймав посаду завідувача кафедри політичних знань, статистикиі австрійського адміністративного права Яґеллонського університету, неодно-разово був деканом юридичного факультету та ректором цього закладу. 
У 1870 р. від м. Нового Сонча вибраний послом до Галицького сейму, а з 1873 р. — послом до Віденського парламенту. У 1873-1891 рр.  — член Палати депутатів парламенту. Входив до польської шляхетсько-консервативної групи «станьчиків» 
Протягом 1880 - 1891 рр.  — міністр фінансів. Проводив політику збалансованого бюджету, створював нові непрямі податки, займався питаннями регулювання поземельного податку.
Помер 27 січня 1907 р. в Кракові. Похований на Раковицькому цвинтарі

## Вибрані праці
- «Zarys organizacji władz administracyjnych dla Galicji»,1871
- «Ziemia i kredyt», 1864
- «O zasadach bicia monety», 1835[7]

## Вшанування пам'яті
- Одна з вулиць Кракова названа на честь Ю. Дунаєвського
- На фасаді будинку по вулиці Ю. Дунаєвського у Кракові було відкрито меморіальну дошку у 2007р

## Галерея

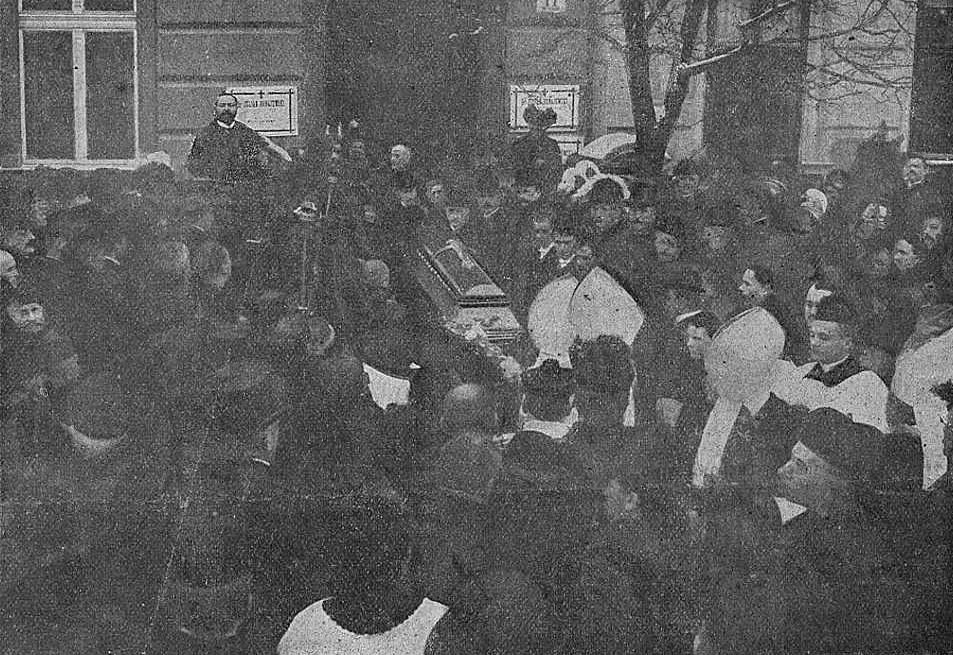
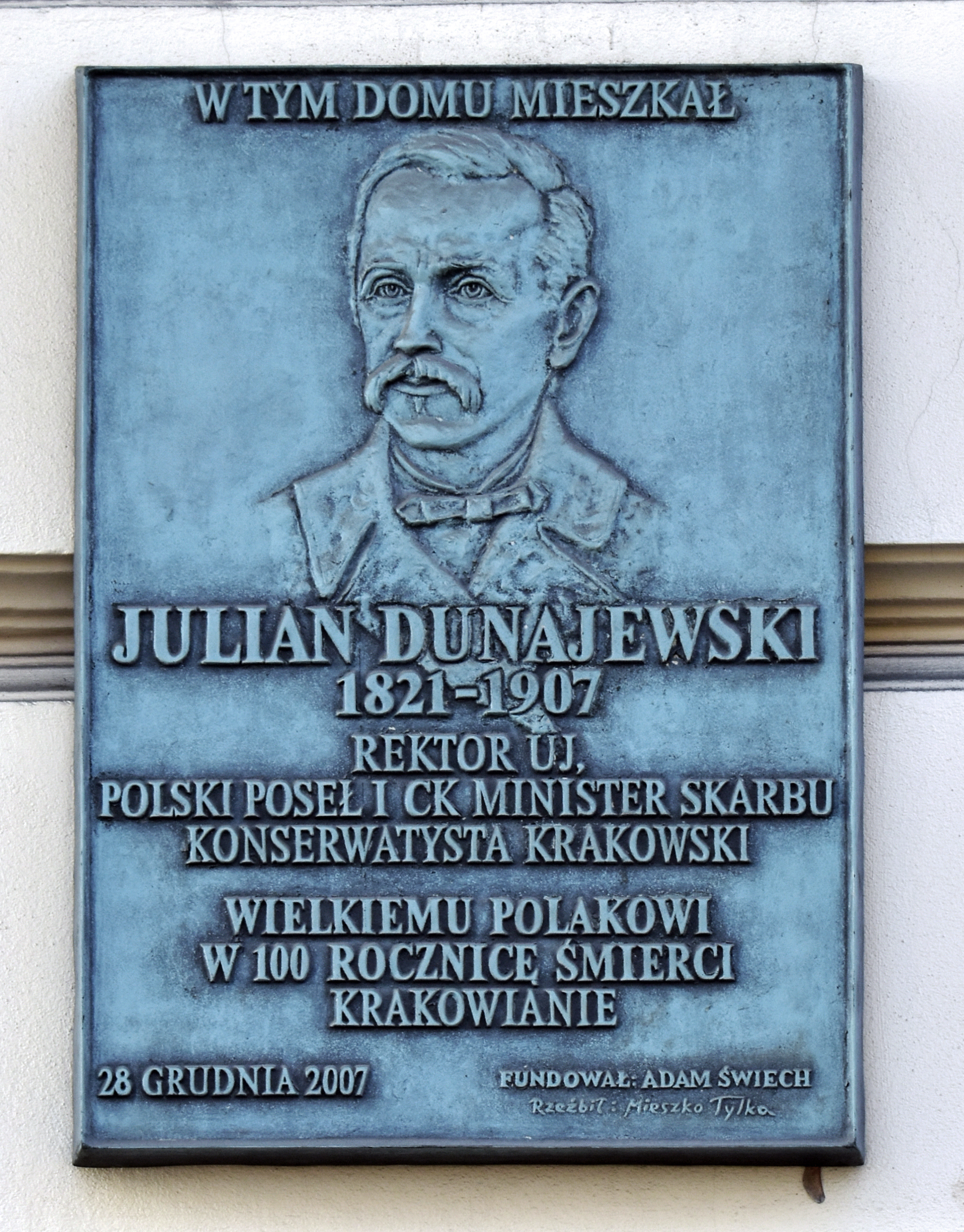
меморіальна доша
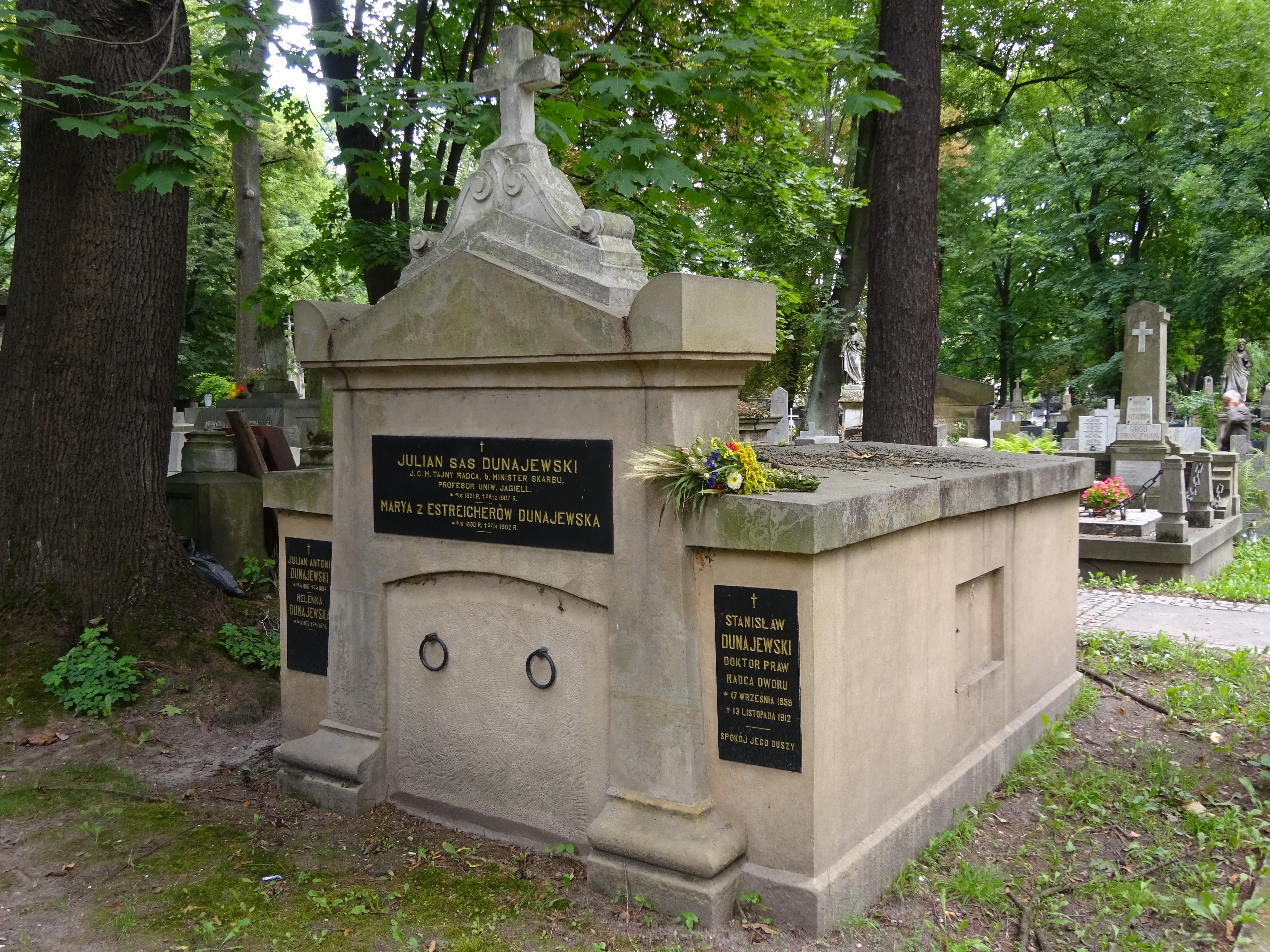
могила